# Valentin Balint
Valentin Daniel Balint (sinh ngày 7 tháng 2 năm 1994) là một cầu thủ bóng đá người România thi đấu ở vị trí tiền đạo cho Mioveni. Anh bắt đầu sự nghiệp chuyên nghiệp tại Dinamo București. Anh là cháu trai của cựu tuyển thủ bóng đá România Dănuț Lupu.